# Christopher Hittinger
Christopher Hittinger est un dessinateur et scénariste de bande dessinée français et américain, né à Paris le 30 janvier 1980.

## Publications
- Jamestown, The Hoochie Coochie, 2007
- Les Déserteurs, The Hoochie Coochie, 2009
- Géants, The Hoochie Coochie, 2011
- Le Temps est Proche, The Hoochie Coochie, 2012
- Truckee Lake, The Hoochie Coochie, 2016